# Куйлюк (станція метро)
41°14′15″ пн. ш. 69°19′39″ сх. д. / 41.23750° пн. ш. 69.32750° сх. д.
Куйлюк (узб. Qo'yliq) — кінцева станція першої черги Кільцевої лінії Ташкентського метрополітену, «Дустлік-2» — «Куйлюк». Станція отримала свою назву за однойменним житловим масивом і ринком, поблизу яких вона розташована.

## Історія
Розташовано у Бектемирському районі на розі Ташкентської кільцевої автомобільної дороги з Ферганським шосе і Бектемирським шосе.
До 20 березня 2020 року будівництво станції було завершено. Станцію введено в експлуатацію 30 серпня 2020.

## Конструкція
Естакадна станція крита з однією прямою острівною платформою.

## Пересадки
- Автобуси: 12, 13т, 15, 23, 30, 45, 54, 68, 81, 93, 99, 104, 110, 117, 119, 122, 128, 130, 145, 183